# 鄰腎小球細胞
鄰腎小球細胞（juxtaglomerular cells、球旁細胞），又稱JG細胞（JG cells）為腎臟內負責合成、貯存，及分泌腎素的細胞。鄰腎小球細胞屬於特化平滑肌，主要位於入球小動脈的管壁上，部分則位於出球小動脈。鄰腎小球細胞在調控RAAS系統上扮演重要的角色。
當動脈壁上的壓力受器偵測到管壁壓力降低，或受到緻密斑細胞的刺激時，鄰腎小球細胞會分泌腎素。緻密斑位於遠曲小管，當偵測到管內液體鈉濃度過低時，會刺激鄰腎小球細胞。鄰腎小球細胞、腎小球外系膜细胞，以及緻密斑會合稱鄰腎小球複合體
組織切片中，鄰腎小球細胞可由其細胞質中的顆粒進行鑑別。
鄰腎小球細胞與心肌細胞相同，具有β1腎上腺受體，當受到腎上腺素或去甲腎上腺素刺激時，鄰腎小球細胞會開始釋放腎素。

## 外部連結
- Histology image: 16010loa – 波士顿大学的组织学学习系统